# Aspidogyne popayanensis
Aspidogyne popayanensis är en orkidéart som beskrevs av Paul Ormerod. Aspidogyne popayanensis ingår i släktet Aspidogyne och familjen orkidéer. Inga underarter finns listade i Catalogue of Life.